# Campo di concentramento di Espeland
Il campo di concentramento di Espeland, presso Arna (oggi distretto del comune di Bergen), fu un campo di concentramento, istituito nell'estate del 1943, durante l'occupazione nazista della Norvegia.
Costruito con il lavoro degli internati del Campo di concentramento di Ulven, dopo la sua ultimazione tutti gli internati presenti ad Ulven vennero trasferiti a Espeland, che divenne ben presto sovraffolato.
Alla sua liberazione, nel 1945, vi erano ancora 200 prigionieri.